# Jay North
Jay Waverly North (Hollywood (Californië), 3 augustus 1951 – Lake Butler (Florida), 6 april 2025) was een Amerikaans acteur, die als zesjarige een vruchtbare carrière als jeugdacteur begon. North werd begin jaren zestig een begrip door zijn rol als de goedbedoelende maar ondeugende Dennis Mitchell in de CBS-sitcom Dennis the Menace, gebaseerd op de stripserie bedacht door Hank Ketcham.
Als tiener verwierf North een rol in de MGM-speelfilms Zebra in the Kitchen en Maya, evenals in NBC's tv-bewerking van de film, eveneens met de titel Maya. Als volwassene concentreerde North zich op zijn werk als stemacteur voor geanimeerde tv-series, waarbij hij onder meer de stem insprak van prins Turhan in Arabian Knights en de tiener Bamm-Bamm Rubble in de The Pebbles and Bamm-Bamm Show.
Nadat hij de showbizzwereld achter zich had gelaten, maakte North bekend dat hij als kindacteur met moeilijkheden te maken had gehad. North ging een samenwerking aan met collega-ex-kindsterretje Paul Petersen en de organisatie A Minor Consideration om raad te geven aan andere kinderen die werkten binnen de amusementsindustrie. Hij maakte hierbij gebruik van zijn eigen ervaringen uit het verleden.
North overleed op 6 april 2025 op 73-jarige leeftijd.